# Lim Su-jeong
Lim Su-jeong, född 20 augusti 1986, är en sydkoreansk taekwondoutövare och kickboxare. 
Hon vann guldmedalj i asiatiska spelen 2002 i Busan och guldmedalj i OS 2008 i Peking. Hon har också deltagit i OS 2004 i Aten, där hon tog sig till en bronsmedaljmatch, men hon förlorade där mot thailändskan Yaowapa Boorapolchai. Lim Su-Jeong kvalificerade sig till OS 2008 och blev guldmedaljör genom att ta sig till guldmedaljmatchen och slå turkiskan Azize Tanrıkulu.